# Duguetia tobagensis
Duguetia tobagensis là loài thực vật có hoa thuộc họ Na. Loài này được (Urb.) R.E.Fr. mô tả khoa học đầu tiên năm 1934.